# Креус

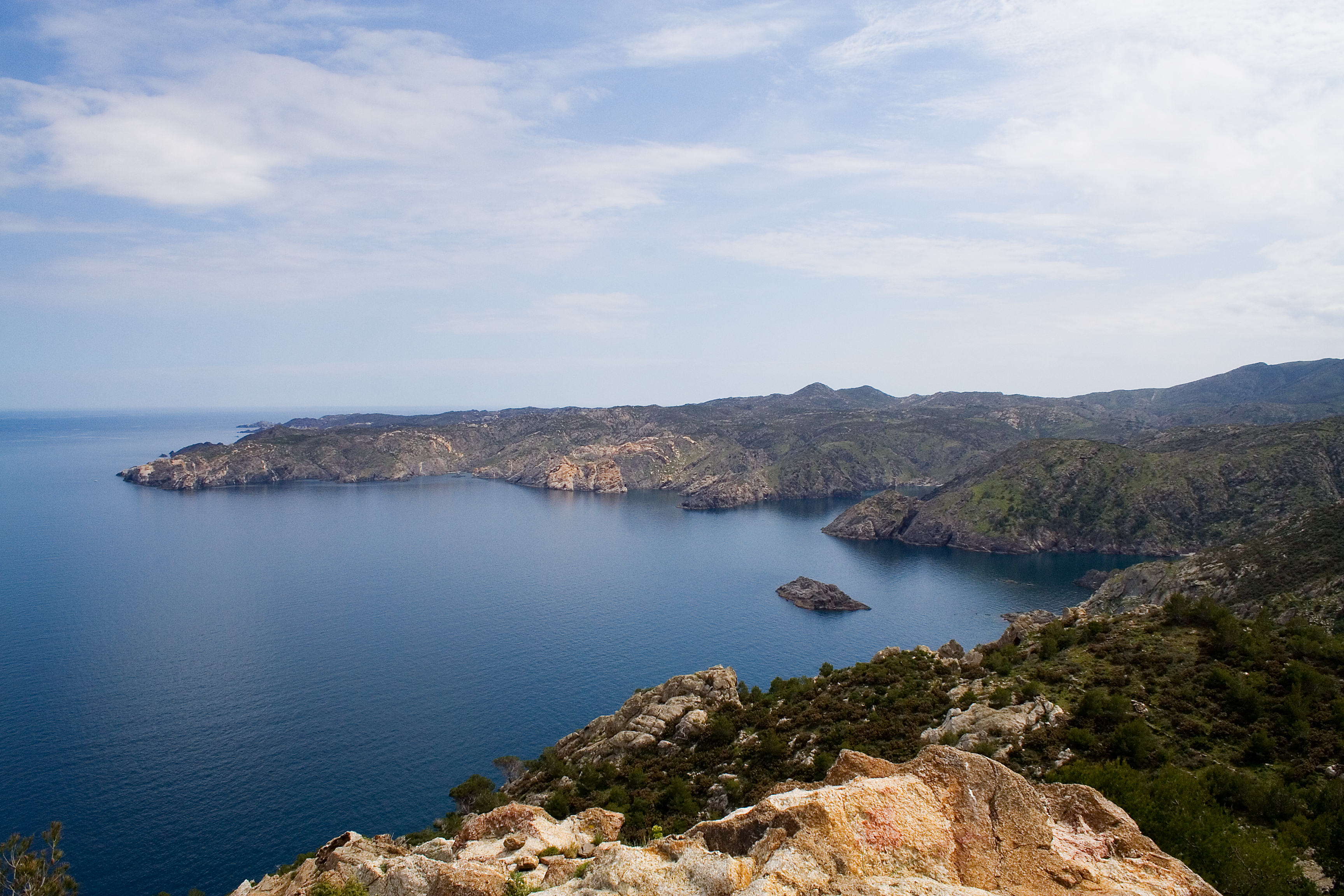
Пиренеи и мыс Креус на Средиземном море

Креус (исп. Cabo de Creus) — мыс и крайняя восточная точка материковой Испании и Пиренейского полуострова.
Мыс находится в муниципалитете Кадакес в районе Альт-Эмпорда в провинции Жирона на северо-востоке автономного сообщества Каталония. Ближайший крупный город — Фигерас.
В древности назывался Афродизиум.